# Robert for årets scenograf
Robert for årets scenograf er en filmpris der uddeles af Danmarks Film Akademi ved den årlige Robertfest.

## Prismodtagere

### 2010'erne
| År   | Modtager      | For hvilken film   | Ref.  |
| ---- | ------------- | ------------------ | ----- |
| 2012 | Jette Lehmann | Melancholia        | [ 1 ] |
| 2013 | Niels Sejer   | En kongelig affære | [ 2 ] |
| 2014 | Thomas Greve  | Spies & Glistrup   | [ 3 ] |